# 김처회
김처회(金處誨)는 통일신라 말기의 무신, 외교관이다. 병부시랑이 되어 해적을 진압하였고, 893년(진성여왕 7년) 신라의 사신으로 당나라에 가다가 조난을 당해 사망하였다. 